# Terrence Jones
Terrence Alexander Jones (Portland, Oregón, 9 de febrero de 1992) es un jugador de baloncesto estadounidense que actualmente se encuentra sin equipo. Con 2,06 metros de estatura, juega en las posiciones de ala-pívot y alero.

## Trayectoria deportiva

### Universidad
Tras participar en 2010 en el prestigioso McDonald's All-American Game, jugó durante dos temporadas con los Wildcats de la Universidad de Kentucky, en las que promedió 14,0 puntos, 8,0 rebotes y 1,9 tapones por partido. En su debut en la liga universitaria ante East Tennessee State consiguió 25 puntos y 12 rebotes, convirtiéndose junto a Doron Lamb en los primeros freshman en anotar 20 puntos o más con la camiseta de los Wildcats.
Al año siguiente ayudó con 12,3 puntos y 7,2 rebotes por partido a la consecución del Torneo de la NCAA, siendo elegido al término del mismo en el mejor quinteto del torneo de la Southeastern Conference y en el segundo de la fase regular. Nada más finalizar la temporada fue uno de los seis Wildacats, junto con Anthony Davis, Michael Kidd-Gilchrist, Marquis Teague, Doron Lamb y Darius Miller en declararse elegibles para el Draft de la NBA, renunciando a dos años más como universitario.

#### Estadísticas
| Año     | Equipo   | PJ | PT | MPP  | %TC  | %3P  | %TL  | RPP | APP | ROB | TPP | PPP  |
| ------- | -------- | -- | -- | ---- | ---- | ---- | ---- | --- | --- | --- | --- | ---- |
| 2010–11 | Kentucky | 38 | 35 | 31.5 | .442 | .329 | .646 | 8.8 | 1.6 | 1.1 | 1.9 | 15.7 |
| 2011–12 | Kentucky | 38 | 34 | 29.3 | .500 | .327 | .627 | 7.2 | 1.3 | 1.3 | 1.8 | 12.3 |

### Profesional
Fue elegido en la decimoctava posición del Draft de la NBA de 2012 por Houston Rockets, con los que debutó el 10 de noviembre ante Detroit Pistons, con los que consiguió 5 puntos y 2 tapones.
Tras cuatro temporadas en Houston, el 22 de julio de 2016, firma con New Orleans Pelicans. Pero tras 51 encuentros, el 23 de febrero de 2017, es cortado por los Pelicans para hacer hueco a DeMarcus Cousins.
A los pocos días, el 4 de marzo, firma con Milwaukee Bucks. Disputó tres partidos antes de ser cortado el 1 de abril de 2017.
[actualizar]
El 22 de febrero de 2019, firmó un contrato de 10 días con los Houston Rockets. y lo renovó el 4 marzo. Después de dos partidos con el primer equipo, es asignado al filial de la G League, los Rio Grande Valley Vipers.
En 2020, firma por los Mets de Guaynabo de la Baloncesto Superior Nacional.
En la temporada 2021-22, firma por los Grand Rapids Gold de la NBA G League, pero el 16 de abril de 2022, firma por los Indios de Mayagüez del Baloncesto Superior Nacional. Unas semanas después, quedaría liberado de su contrato debido a su mal comportamiento, según el club puertorriqueño.
El 28 de octubre de 2022, firma por los Kaohsiung Steelers de Taiwán.
El 10 de abril de 2023 fue fichado por los Leones de Ponce del Baloncesto Superior Nacional (BSN) como reemplazo por lesión de su jugador importado Eric Paschall.

## Estadísticas de su carrera en la NBA

### Temporada regular
| Año     | Equipo      | PJ  | PT  | MPP  | %TC  | %3P  | %TL  | RPP | APP | ROB | TPP | PPP  |
| ------- | ----------- | --- | --- | ---- | ---- | ---- | ---- | --- | --- | --- | --- | ---- |
| 2012-13 | Houston     | 19  | 0   | 14.5 | .457 | .263 | .765 | 3.4 | .8  | .6  | 1.0 | 5.5  |
| 2013-14 | Houston     | 76  | 71  | 27.3 | .542 | .307 | .605 | 6.9 | 1.1 | .7  | 1.3 | 12.1 |
| 2014-15 | Houston     | 33  | 24  | 26.9 | .528 | .351 | .606 | 6.7 | 1.1 | .5  | 1.8 | 11.7 |
| 2015-16 | Houston     | 50  | 11  | 20.9 | .452 | .316 | .664 | 4.2 | .8  | .5  | .8  | 8.7  |
| 2016-17 | New Orleans | 51  | 12  | 24.8 | .473 | .253 | .606 | 5.9 | 1.1 | .8  | 1.0 | 11.5 |
| 2016-17 | Milwaukee   | 3   | 0   | 2.0  | .000 | .000 | .000 | 1.0 | .0  | .3  | .3  | 0.0  |
| 2018-19 | Houston     | 2   | 0   | 2.5  | .250 | .000 | .000 | 2.0 | .0  | .0  | .0  | 1.0  |
| Total   | Total       | 234 | 118 | 23.8 | .501 | .297 | .621 | 5.7 | 1.0 | .6  | 1.2 | 10.4 |

### Playoffs
| Año   | Equipo  | PJ | PT | MPP  | %TC  | %3P  | %TL  | RPP | APP | ROB | TPP | PPP  |
| ----- | ------- | -- | -- | ---- | ---- | ---- | ---- | --- | --- | --- | --- | ---- |
| 2013  | Houston | 2  | 0  | 17.5 | .400 | .000 | .000 | 7.5 | 0.5 | 0.0 | 0.5 | 4.0  |
| 2014  | Houston | 6  | 2  | 23.0 | .513 | .000 | .500 | 6.2 | 1.3 | 0.8 | 0.5 | 7.7  |
| 2015  | Houston | 17 | 9  | 23.6 | .421 | .158 | .667 | 4.8 | 1.0 | 0.5 | 0.7 | 10.2 |
| Total | Total   | 25 | 11 | 23.0 | .438 | .136 | .609 | 5.3 | 1.0 | 0.5 | 0.6 | 9.1  |

## Vida personal
Es primo de los también jugadores profesionales Damon Stoudamire y Salim Stoudamire.
En julio de 2013, Jones fue detenido por presuntamente pisotear a un indigente que dormía fuera de un club nocturno en Portland (Oregón). Fue acusado de acoso, un delito menor de clase B, y puesto en libertad bajo fianza.